# Джоель Могоросі
Оттогецве Джоель Могоросі (англ. Otlogetswe Joel Mogorosi; нар. 2 серпня 1984, Габороне, Ботсвана) — ботсванський футболіст, нападник клубу «Тоуншип Роллерз» та національної збірної Ботсвани. Відомий своєю швидкістю та швидкими ногами.

## Клубна кар'єра
Розпочинав кар'єру в молодіжній команді «Тоуншип Роллерз». У 2004 році підписав перший професіональний контракт з ФК «Гілпорт Лайонз». У 2006 році повернувся в «Тоуншип Роллерз», проте майже відразу перейшов до складу кіпрського футбольного клубу АЕП (Пафос). У 2007-2008 роках виступав за АПОП. У 2008 році повернувся в «Тоуншип Роллерз». З 2010 по 2012 рік захищав кольори «Мочуді Сентр Чіфс». У липні 2012 року південноафриканський «Блумфонтейн Селтік» виграв боротьбу за Джоеля в двох інших неназваних клубів, підписавши з нападником 3-річний контракт. З 2015 року знову виступає за «Тоуншип Роллерз».

## Кар'єра в збірній
У футболці національної збірної Ботсвани дебютував 31 травня 2008 року в нічийному (0:0) поєдинку кваліфікації чемпіонату світу 2010 проти Мадагаскару. Дебютним голом за національну команду відзхначився 4 жовтня 2010 року в переможному (2:1) поєдинку кваліфікації КАН 2010 проти Того. Вдруге за національну команду відзначився 19 січня 2011 року у воротах збірної Швеції. Дебютним дублем за збірну відзначився в товариському поєдинку проти Південного Судану.

### Голи за збірну
Голи та результат збірної Ботсвани знаходяться на першому місці.
| #   | Дата              | Місце                                      | Суперник          | Рахунок | Результат | Змагання          |
| --- | ----------------- | ------------------------------------------ | ----------------- | ------- | --------- | ----------------- |
| 1.  | 4 вересня 2010    | Національний стадіон, Габороне, Ботсвана   | Того              | 1–0     | 2–1       | кв. КАН 2010      |
| 2.  | 19 січня 2011     | Кейптаун, Кейптаун, ПАР                    | Швеція            | 1–1     | 1–2       | Товариський матч  |
| 3.  | 23 травня 2012    | Національний стадіон, Габороне, Ботсвана   | Лесото            | 1–0     | 3–0       | Товариський матч  |
| 4.  | 5 березня 2014    | Національний стадіон, Габороне, Ботсвана   | Південний Судан   | 1–0     | 3–0       | Товариський матч  |
| 5.  | 5 березня 2014    | Національний стадіон, Габороне, Ботсвана   | Південний Судан   | 2–0     | 3–0       | Товариський матч  |
| 6.  | 1 червня 2014     | Лобаце Стедіум, Лобаце, Ботсвана           | Бурунді           | 1–0     | 1–0       | кв. КАН 2015      |
| 7.  | 6 вересня 2014    | Мустафа бен Жаннет, Монастір, Туніс        | Туніс             | 1–0     | 1–2       | кв. КАН 2015      |
| 8.  | 5 вересня 2015    | Франсистаун стедіум, Франсистаун, Ботсвана | Буркіна-Фасо      | 1–0     | 1–0       | кв. КАН 2017      |
| 9.  | 30 вересня 2015   | Національний стадіон, Габороне, Ботсвана   | Ефіопія           | ?       | 2–3       | Товариський матч  |
| 10. | 30 вересня 2015   | Національний стадіон, Габороне, Ботсвана   | Ефіопія           | ?       | 2–3       | Товариський матч  |
| 11. | 10 жовтня 2015    | Сісеро Стедіум, Асмера, Еритрея            | Еритрея           | 2–0     | 2–0       | кв. ЧС 2018       |
| 12. | 13 жовтня 2015    | Франсистаун стедіум, Франсистаун, Ботсвана | Еритрея           | 2–1     | 3–1       | кв. ЧС 2018       |
| 13. | 14 листопада 2015 | Франсистаун стедіум, Франсистаун, Ботсвана | Малі              | 2–1     | 2–1       | кв. ЧС 2018       |
| 14. | 27 березня 2016   | Франсистаун стедіум, Франсистаун, Ботсвана | Коморські Острови | 2–1     | 2–1       | кв. КАН 2017      |
| 15. | 11 травня 2019    | Стад Лінет, Вікторія, Сейшельські Острови  | Еритрея           | 2–1     | 3–1       | кв. ЧАН 2020      |
| 16. | 5 червня 2019     | Мозес Мабіда, Дурбан, ПАР                  | Лесото            | 1–0     | 2–1       | Кубок КОСАФА 2019 |